# A921公路
A921公路是一條使柯科迪與法夫的M90高速公路得以連接的公路，西起因弗基思，東至柯科迪。1990年，該道路的編號是A92號。1990年改為現名。A921號道路的長度約為16.0mi (25.7km)。